# Оптимізм
Оптимізм— погляд на життя з позитивної точки зору.
Оптиміст стверджує: світ чудовий, з будь-якої ситуації є вихід, усе вийде добре, всі люди загалом хороші. Загальноприйнятою ілюстрацією оптимістичного підходу на противагу песимістичному є наполовину пустий (або наповнений) стакан з водою. Песиміст скаже, що він наполовину пустий, а оптиміст, що наполовину наповнений. 
Термін "оптимізм" походить від латинського optimum, що означає "найкращий". Бути оптимістом у традиційному розумінні слова означає очікувати найкращого з можливих сценарію розвитку подій у будь-якій ситуації. 
У філософії, оптимізм асоціюється з Готфрідом Лейбніцом, який вважав, що ми живемо в «найкращому зі всіх можливих світів».
Оптимізм релігійно-метафізичного порядку - це переконання в тому, що наш світ такий, який він є за даних обставин, що він є найкращим з усіх можливих світів, що при цьому все дійсне - розумне, підпорядковане розуму. Такого роду оптимізм ми знаходимо у Платона, стоїків, раціоналістів, з їх упевненістю в безмежних силах розуму і пізнання, у філософії просвітителів, Лейбніца ("Теодіцея", 1710) і в філософії Гегеля (з його панлогізмом) і т.д. (див. Перфекціонізм). 
Для песиміста Шопенгауера оптимізм є "мерзенним" способом мислення; песиміст Гартман мислить більш помірковано: бездіяльний оптимізм веде до квієтизму, а оптимізм, пов'язаний з дією, - до активності.
Ніцше, незважаючи на трагічний характер його філософії, вимагає такого утвердження життя і буття, яке залишалося б збоку по відношенню і до оптимізму, і до песимізму.